# Grunoklasse
De Grunoklasse is een Nederlandse scheepsklasse die een serie van kanonneerboten omvat. Alle schepen van deze klasse zijn tussen 1911 en 1915 gebouwd door de Rijkswerf uit Amsterdam en waren nog in dienst tijdens de start van de Tweede Wereldoorlog. Hoewel deze schepen verouderd waren omdat ze niet waren uitgerust met luchtafweergeschut konden ze door hun relatief zware kanonnen toch nog effectief zijn.

## Schepen van de Grunoklasse
| Naam           | Scheepswerf | Tewaterlating    | In dienst        | Uit dienst   | Afbeelding |
| -------------- | ----------- | ---------------- | ---------------- | ------------ | ---------- |
| Hr. Ms. Brinio | Rijkswerf   | 12 augustus 1912 | 8 september 1914 | 14 mei 1940  |            |
| Hr. Ms. Friso  | Rijkswerf   | 29 augustus 1912 | 12 juli 1915     | 12 mei 1940  |            |
| Hr. Ms. Gruno  | Rijkswerf   | 26 mei 1913      | 15 juli 1915     | januari 1950 |            |

## Technische kenmerken
De schepen van de Grunoklasse hadden een afmeting van 52,5 bij 8,5 meter en hadden een diepgang van 2,8 meter. De schepen waren bepantserd, de pantsergordel en het pantser van de geschutskoepel waren 51 mm dik en het dek had een bepantsering van 16 mm. De schepen werden aangedreven door twee Zwitserse Sulzer dieselmotoren die bij elkaar een vermogen van 12.000 pk leverden. De schepen konden 35 ton stookolie laden en hadden een topsnelheid van 15 knoop. Dit alles zorgde ervoor dat de schepen een waterverplaatsing hadden van 542 ton.

## Bewapening
De schepen van de Grunoklasse waren uitgerust met vier 105 mm halfautomatische kanonnen van Krupp. Naast deze kanonnen waren de schepen ook uitgerust met verschillende machinegeweren. Na de overtocht naar het Verenigd Koninkrijk in 1940 werd de Gruno uitgerust met twee 40 mm luchtafweergeschut, een radarsysteem en dieptebommen.